# Tuberarcturus drygalskii
Tuberarcturus drygalskii là một loài chân đều trong họ Antarcturidae. Loài này được Vanhöffen miêu tả khoa học năm 1914.